# Дифференциал (дифференциальная геометрия)
Дифференциа́л (от лат. differentia — разность, различие) в математике — линейная часть приращения дифференцируемой функции или отображения.
Это понятие тесно связано с понятием производной по направлению.

## Обозначения
Обычно дифференциал {\displaystyle f} обозначается {\displaystyle df}.
Некоторые авторы предпочитают обозначать {\displaystyle \operatorname {d} f} шрифтом прямого начертания, желая подчеркнуть, что дифференциал является оператором.
Дифференциал в точке {\displaystyle x} обозначается {\displaystyle d_{x}f}, а иногда {\displaystyle df_{x}} или {\displaystyle df[x]}.
({\displaystyle d_{x}f} есть линейная функция на касательном пространстве в точке {\displaystyle x}.)
Если {\displaystyle v} есть касательный вектор в точке {\displaystyle x}, то значение дифференциала на {\displaystyle v} обычно обозначается {\displaystyle df(v)}, в этом обозначении {\displaystyle x} излишне, но обозначения
{\displaystyle d_{x}f(v)}, {\displaystyle df_{x}(v)} и {\displaystyle df[x](v)} также правомерны.
Используется так же обозначение {\displaystyle f_{*}};
последнее связано с тем, что дифференциал {\displaystyle f\colon M\to N}
является естественным поднятием {\displaystyle f} на касательные расслоения к многообразиям {\displaystyle M} и {\displaystyle N}.

## Определения

### Для вещественнозначных функций
Пусть {\displaystyle M} — гладкое многообразие и
{\displaystyle f\colon M\to \mathbb {R} }
гладкая функция.
Дифференциал {\displaystyle f} представляет собой 1-форму на {\displaystyle M}, обычно обозначается {\displaystyle df} и определяется соотношением
{\displaystyle df(X)=d_{p}f(X)=Xf,}
где {\displaystyle Xf} обозначает производную {\displaystyle f} по направлению касательного вектора {\displaystyle X} в точке {\displaystyle p\in M}.

### Для отображений гладких многообразий
Дифференциал гладкого отображения из гладкого многообразия в многообразие {\displaystyle F\colon M\to N} есть отображение между их касательными расслоениями, {\displaystyle dF\colon TM\to TN}, такое что для любой гладкой функции {\displaystyle g\colon N\to \mathbb {R} } имеем
{\displaystyle [dF(X)]g=X(g\circ F),}
где {\displaystyle Xf} обозначает производную {\displaystyle f} по направлению {\displaystyle X}. (В левой части равенства берётся производная в {\displaystyle N} функции {\displaystyle g} по {\displaystyle dF(X)}; в правой — в {\displaystyle M} функции {\displaystyle g\circ F} по {\displaystyle X}).
Это понятие естественным образом обобщает понятия дифференциала функции.

## Связанные определения
- Точка {\displaystyle x} многообразия {\displaystyle M} называется критической точкой отображения {\displaystyle f:M\to N}, если дифференциал {\displaystyle d_{x}f:T_{x}M\to T_{f(x)}N} не является сюръективным (см. также теорема Сарда)
  - Например, критические точки функций {\displaystyle \mathbb {R} \to \mathbb {R} } — в точности стационарные точки. Для функций {\displaystyle \mathbb {R} \to \mathbb {R} } это точки, в которых матрица дифференциала вырождается.
  - В этом случае {\displaystyle f(x)} называется критическим значением {\displaystyle f}.
  - Точка {\displaystyle y\in N} называется регулярной, если она не является критической.
- Гладкое отображение {\displaystyle F\colon M\to N} называется субмерсией, если для любой точки {\displaystyle x\in M}, дифференциал {\displaystyle d_{x}F\colon T_{x}M\to T_{F(x)}N} сюръективен.
- Гладкое отображение {\displaystyle F\colon M\to N} называется гладким погружением, если для любой точки {\displaystyle x\in M}, дифференциал {\displaystyle d_{x}F\colon T_{x}M\to T_{F(x)}N} инъективен.

## Свойства
- Дифференциал композиции равен композиции дифференциалов:
{\displaystyle d(F\circ G)=dF\circ dG} или {\displaystyle d_{x}(F\circ G)=d_{G(x)}F\circ d_{x}G}

## Примеры
- Пусть в открытом множестве {\displaystyle \Omega \subset \mathbb {R} } задана гладкая функция {\displaystyle f\colon \Omega \to \mathbb {R} }. Тогда {\displaystyle df=f'\,dx}, где {\displaystyle f'} обозначает производную {\displaystyle f}, а {\displaystyle dx} является постоянной формой, определяемой {\displaystyle dx(V)=V}.
- Пусть в открытом множестве {\displaystyle \Omega \subset \mathbb {R} ^{n}} задана гладкая функция {\displaystyle f\colon \Omega \to \mathbb {R} }. Тогда {\displaystyle df=\sum _{i=1}^{n}{\frac {\partial f}{\partial x_{i}}}\,dx_{i}}. Форма {\displaystyle dx_{i}} может быть определена соотношением {\displaystyle dx_{i}(V)=v_{i}}, для вектора {\displaystyle V=(v_{1},\;v_{2},\;\ldots ,\;v_{n})}.
- Пусть в открытом множестве {\displaystyle \Omega \subset \mathbb {R} ^{n}} задано гладкое отображение {\displaystyle F\colon \Omega \to \mathbb {R} ^{m}}. Тогда
{\displaystyle d_{x}F(v)=J(x)v,}

где {\displaystyle J(x)} есть матрица Якоби отображения {\displaystyle F} в точке {\displaystyle x}.